# Mahatha
Mahatha là một chi cua nước ngọt đặc hữu của Sri Lanka. Bốn trong số sáu loài thuộc chi này đang bị đe dọa vì mất môi trường sống,.

## Các loài
- Mahatha adonis Ng & Tay, 2001
- Mahatha helaya Bahir & Ng, 2005
- Mahatha iora Ng & Tay, 2001
- Mahatha lacuna Bahir & Ng, 2005
- Mahatha ornatipes (Roux, 1915)
- Mahatha regina Bahir & Ng, 2005